# 금곡초등학교 (영덕군)
금곡초등학교는 대한민국 경상북도 영덕군에 있었던 공립 초등학교이다.

## 학교 연혁
- 1942년 3월 25일 금곡간이보통학교 개교
- 일자미상 금곡공립국민학교 개편
- 일자미상 금곡국민학교 개편
- 일자미상 유금분교장 설립 인가
- 1974년 9월 16일 금곡국민학교 유금분교 개교
- 1993년 3월 1일 유금분교장 통폐합
- 1996년 3월 1일 금곡초등학교 개칭
- 1999년 3월 1일 폐교 및 병곡초등학교 통폐합

## 참고 자료
- 금곡초등학교 (영덕군) - 한국교육학술정보원 학교알리미